# Aigues-Vives (Gard)
Pour les articles homonymes, voir Aigues-Vives.
Aigues-Vives est une commune française située dans le sud du département du Gard, en région Occitanie.
Exposée à un climat méditerranéen, elle est drainée par le canal d'irrigation du Bas-Rhône Languedoc, le Rhony et par un autre cours d'eau. La commune possède un patrimoine naturel remarquable : un site Natura 2000 (les « costières nîmoises »), un espace protégé (les « Costières de Nimes ») et une zone naturelle d'intérêt écologique, faunistique et floristique.
Aigues-Vives est une commune urbaine qui compte 3 340 habitants en 2022, après avoir connu une forte hausse de la population depuis 1962. Elle est dans l'agglomération de Lunel[réf. souhaitée] et fait partie de l'aire d'attraction de Nîmes. Ses habitants sont appelés les Aigues-Vivois et Aigues-Vivoises.
Le patrimoine architectural de la commune comprend un immeuble protégé au titre des monuments historiques : la maison Marty, classée en 1973.

## Géographie

### Communes limitrophes
Les communes limitrophes sont  Aimargues, Aubais, Calvisson, Codognan, Congénies, Gallargues-le-Montueux, Le Cailar et Mus.
| Congénies              | Calvisson    |                     |
| Aubais                 | Aigues-Vives | Mus                 |
| Gallargues-le-Montueux | Aimargues    | Codognan, Le Cailar |

### Géologie et relief
La superficie de la commune est de 1 200 hectares ; son altitude varie de 10  à   87 mètres.

### Climat
Pour des articles plus généraux, voir Climat de l'Occitanie et Climat du Gard.
En 2010, le climat de la commune est de type climat méditerranéen franc, selon une étude s'appuyant sur une série de données couvrant la période 1971-2000. En 2020, Météo-France publie une typologie des climats de la France métropolitaine dans laquelle la commune est exposée à un climat méditerranéen et est dans la région climatique Provence, Languedoc-Roussillon, caractérisée par une pluviométrie faible en été, un très bon ensoleillement (2 600 h/an), un été chaud (21,5 °C), un air très sec en été, sec en toutes saisons, des vents forts (fréquence de 40 à 50 % de vents > 5 m/s) et peu de brouillards.
Pour la période 1971-2000, la température annuelle moyenne est de 14,4 °C, avec une amplitude thermique annuelle de 17,2 °C. Le cumul annuel moyen de précipitations est de 708 mm, avec 6,1 jours de précipitations en janvier et 2,8 jours en juillet. Pour la période 1991-2020, la température moyenne annuelle observée sur la station météorologique la plus proche, située sur la commune de Gallargues-le-Montueux à 2 km à vol d'oiseau, est de 15,5 °C et le cumul annuel moyen de précipitations est de 674,8 mm,. Pour l'avenir, les paramètres climatiques de la commune estimés pour 2050 selon différents scénarios d'émission de gaz à effet de serre sont consultables sur un site dédié publié par Météo-France en novembre 2022.

### Milieux naturels et biodiversité

#### Espaces protégés
La protection réglementaire est le mode d’intervention le plus fort pour préserver des espaces naturels remarquables et leur biodiversité associée,.
Un  espace protégé est présent sur la commune : 
les « Costières de Nimes », un terrain acquis (ou assimilé) par un conservatoire d'espaces naturels, d'une superficie de 2 027 ha.

#### Réseau Natura 2000

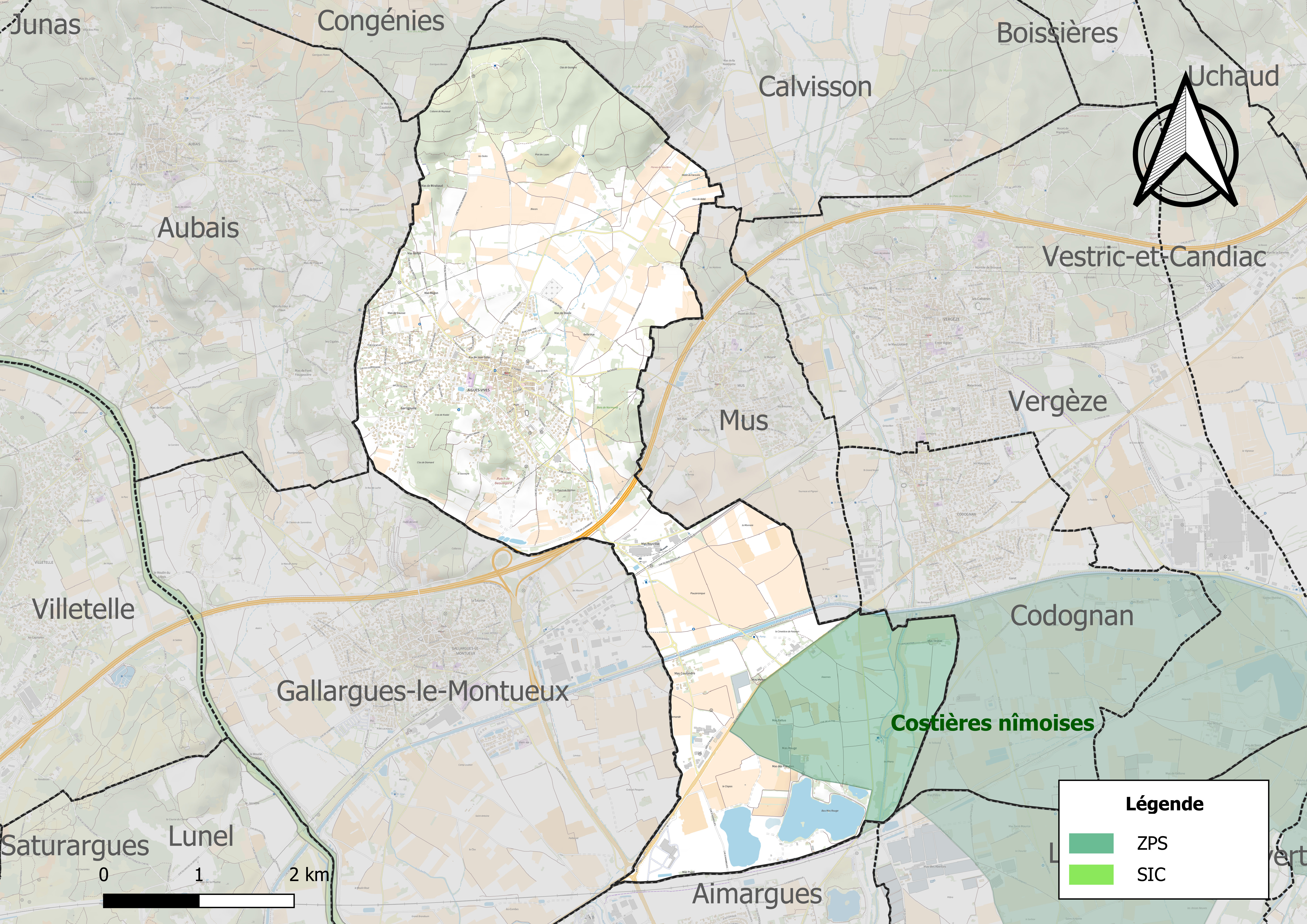
Sites Natura 2000 sur le territoire communal.

Le réseau Natura 2000 est un réseau écologique européen de sites naturels d'intérêt écologique élaboré à partir des directives habitats et oiseaux, constitué de zones spéciales de conservation (ZSC) et de zones de protection spéciale (ZPS).
Un site Natura 2000 a été défini sur la commune au titre  de la directive oiseaux : les « costières nîmoises », d'une superficie de 13 479 ha, qui accueillait, en 2004, 300 mâles chanteurs, soit 60% des mâles reproducteurs de la région et près du quart des mâles reproducteurs en France.

#### Zones naturelles d'intérêt écologique, faunistique et floristique

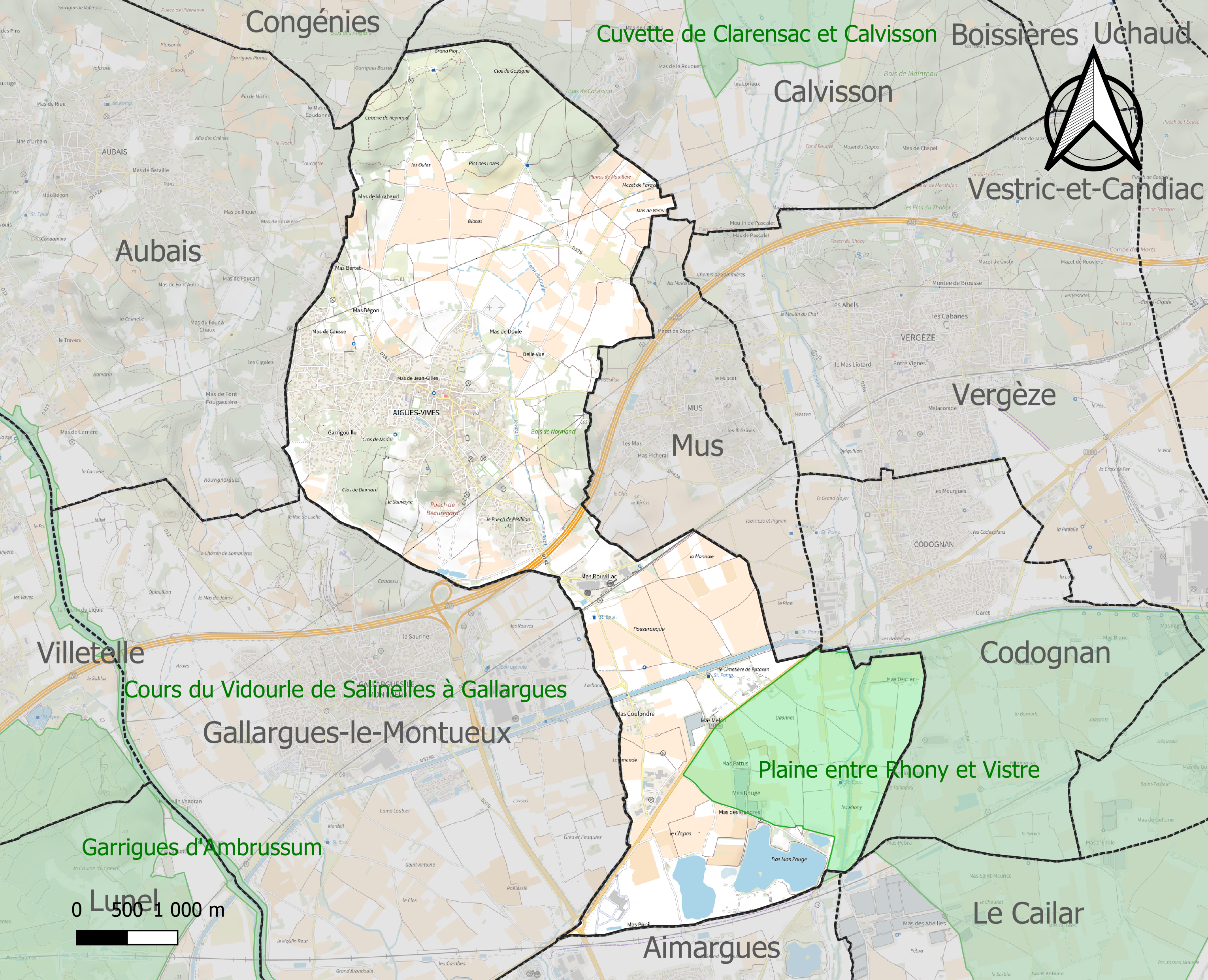
Carte de la ZNIEFF de type 1 localisée sur la commune.

L’inventaire des zones naturelles d'intérêt écologique, faunistique et floristique (ZNIEFF) a pour objectif de réaliser une couverture des zones les plus intéressantes sur le plan écologique, essentiellement dans la perspective d’améliorer la connaissance du patrimoine naturel national et de fournir aux différents décideurs un outil d’aide à la prise en compte de l’environnement dans l’aménagement du territoire.
Une ZNIEFF de type 1 est recensée sur la commune :
la « plaine entre Rhony et Vistre » (1 232 ha), couvrant 6 communes du département.

## Urbanisme

### Typologie
Au 1er janvier 2024, Aigues-Vives est catégorisée petite ville, selon la nouvelle grille communale de densité à sept niveaux définie par l'Insee en 2022.
Elle appartient à l'unité urbaine de Lunel, une agglomération inter-départementale regroupant neuf  communes, dont elle est une commune de la banlieue,,. Par ailleurs la commune fait partie de l'aire d'attraction de Nîmes, dont elle est une commune de la couronne,. Cette aire, qui regroupe 92 communes, est catégorisée dans les aires de 200 000 à moins de 700 000 habitants,.

### Occupation des sols

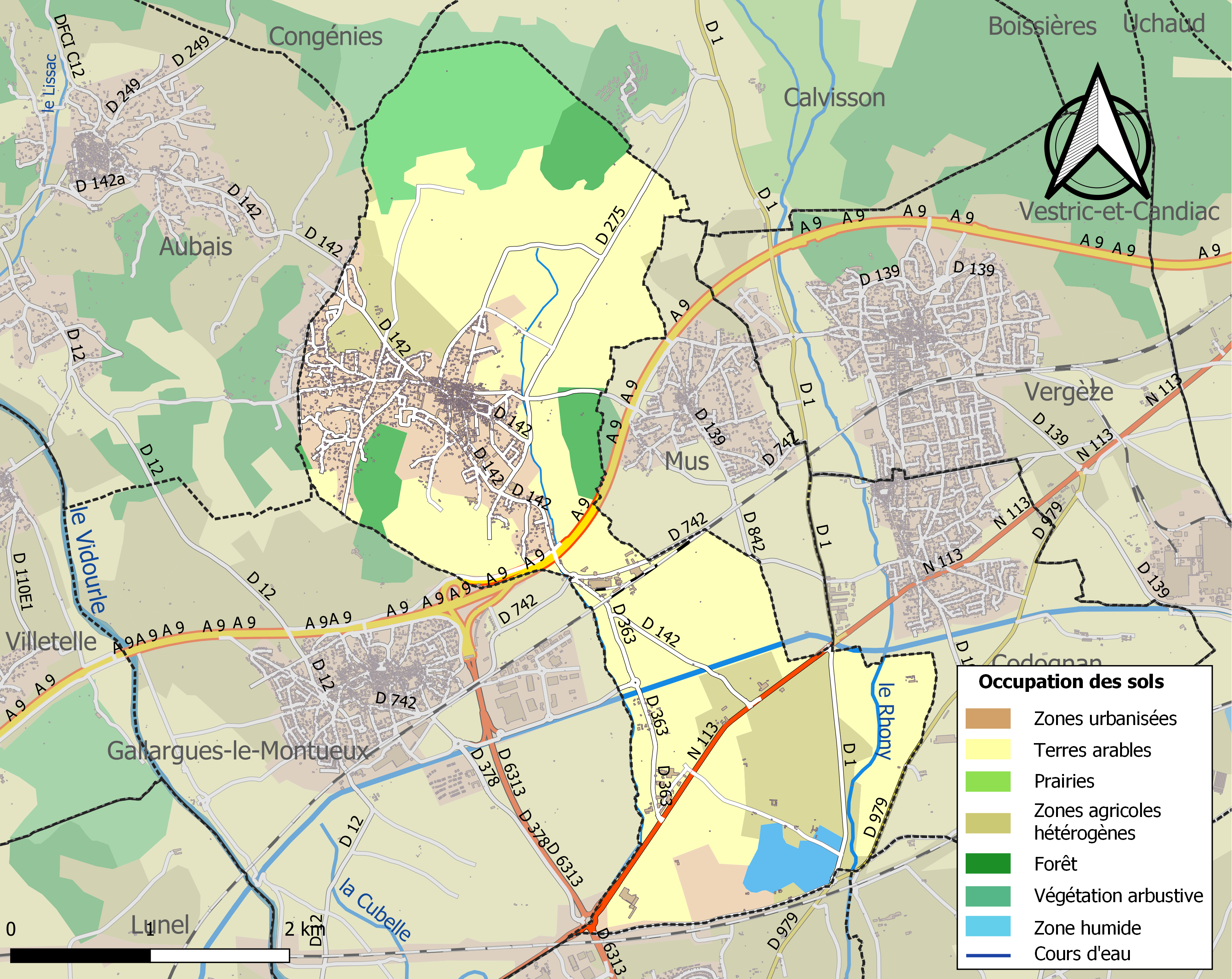
Carte des infrastructures et de l'occupation des sols de la commune en 2018 (CLC).

L'occupation des sols de la commune, telle qu'elle ressort de la base de données européenne d’occupation biophysique des sols Corine Land Cover (CLC), est marquée par l'importance des territoires agricoles (66,3 % en 2018), en diminution par rapport à 1990 (73,9 %). La répartition détaillée en 2018 est la suivante : 
cultures permanentes (53 %), zones urbanisées (14,5 %), zones agricoles hétérogènes (13,3 %), milieux à végétation arbustive et/ou herbacée (9,1 %), forêts (5,5 %), eaux continentales (2,1 %), mines, décharges et chantiers (1,9 %), zones industrielles ou commerciales et réseaux de communication (0,7 %). L'évolution de l’occupation des sols de la commune et de ses infrastructures peut être observée sur les différentes représentations cartographiques du territoire : la carte de Cassini (XVIIIe siècle), la carte d'état-major (1820-1866) et les cartes ou photos aériennes de l'IGN pour la période actuelle (1950 à aujourd'hui).

### Logement
En 2009, le nombre total de logements dans la commune était de 1 300, alors qu'il était de 1 129 en 1999.
Parmi ces logements, 87,9 % étaient des résidences principales, 7,1 % des résidences secondaires et 5,0 % des logements vacants. Ces logements étaient pour 88,2 % d'entre eux des maisons individuelles et pour 67,5 % des appartements.
La proportion des résidences principales, propriétés de leurs occupants était de 73,4 %, en augmentation par rapport à 1999 (66,1 %). La part de logements HLM loués vides (logements sociaux) n'était que de 11,7 %.

### Voies de communication et transports

#### Axes ferroviaires
La gare d'Aigues-Vives est une gare ferroviaire française fermée de la ligne de Tarascon à Sète-Ville. Elle est mise en service en février 1845 par la Compagnie fermière du chemin de fer de Montpellier à Nîmes, peu après la mise en service de la ligne. Elle deviendra ensuite une gare de la Compagnie des chemins de fer de Paris à Lyon et à la Méditerranée (PLM). Elle est fermée, au service du fret en 2009 et au service des voyageurs en 2011, par la Société nationale des chemins de fer français (SNCF).
De 1892 à 1901, un chemin de fer d’intérêt local - dénommé localement "la lignette" - relie la ligne Nîmes-Montpellier au centre du village afin de faciliter l'exportation des productions locales.

### Risques majeurs
Le territoire de la commune d'Aigues-Vives est vulnérable à différents aléas naturels : météorologiques (tempête, orage, neige, grand froid, canicule ou sécheresse), inondations, feux de forêts et séisme (sismicité faible). Il est également exposé à deux risques technologiques,  le transport de matières dangereuses et  le risque industriel. Un site publié par le BRGM permet d'évaluer simplement et rapidement les risques d'un bien localisé soit par son adresse soit par le numéro de sa parcelle.

#### Risques naturels
La commune fait partie du territoire à risques importants d'inondation (TRI) de Montpellier/Lunel/Maugio/Palavas, regroupant 49 communes du bassin de vie de l'Montpellier et s'étendant sur les départements de  l'Hérault et du Gard, un des 31 TRI qui ont été arrêtés fin 2012 sur le bassin Rhône-Méditerranée, retenu au regard des risques de submersions marines et de débordements du Vistre, du Vidourle, du Lez et de la Mosson. Parmi les derniers événements significatifs qui ont touché le territoire, peuvent être citées les crues de septembre 2002 et de septembre 2003 (Vidourle) et les tempêtes de novembre 1982 et décembre 1997 qui ont touché le littoral. Des cartes des surfaces inondables ont été établies pour trois scénarios : fréquent (crue de temps de retour de 10 ans à 30 ans), moyen (temps de retour de 100 ans à 300 ans) et extrême (temps de retour de l'ordre de 1 000 ans, qui met en défaut tout système de protection),. La commune a été reconnue en état de catastrophe naturelle au titre des dommages causés par les inondations et coulées de boue survenues en 1982, 1988, 1991, 1994, 1998, 2002, 2003, 2005 et 2021,.

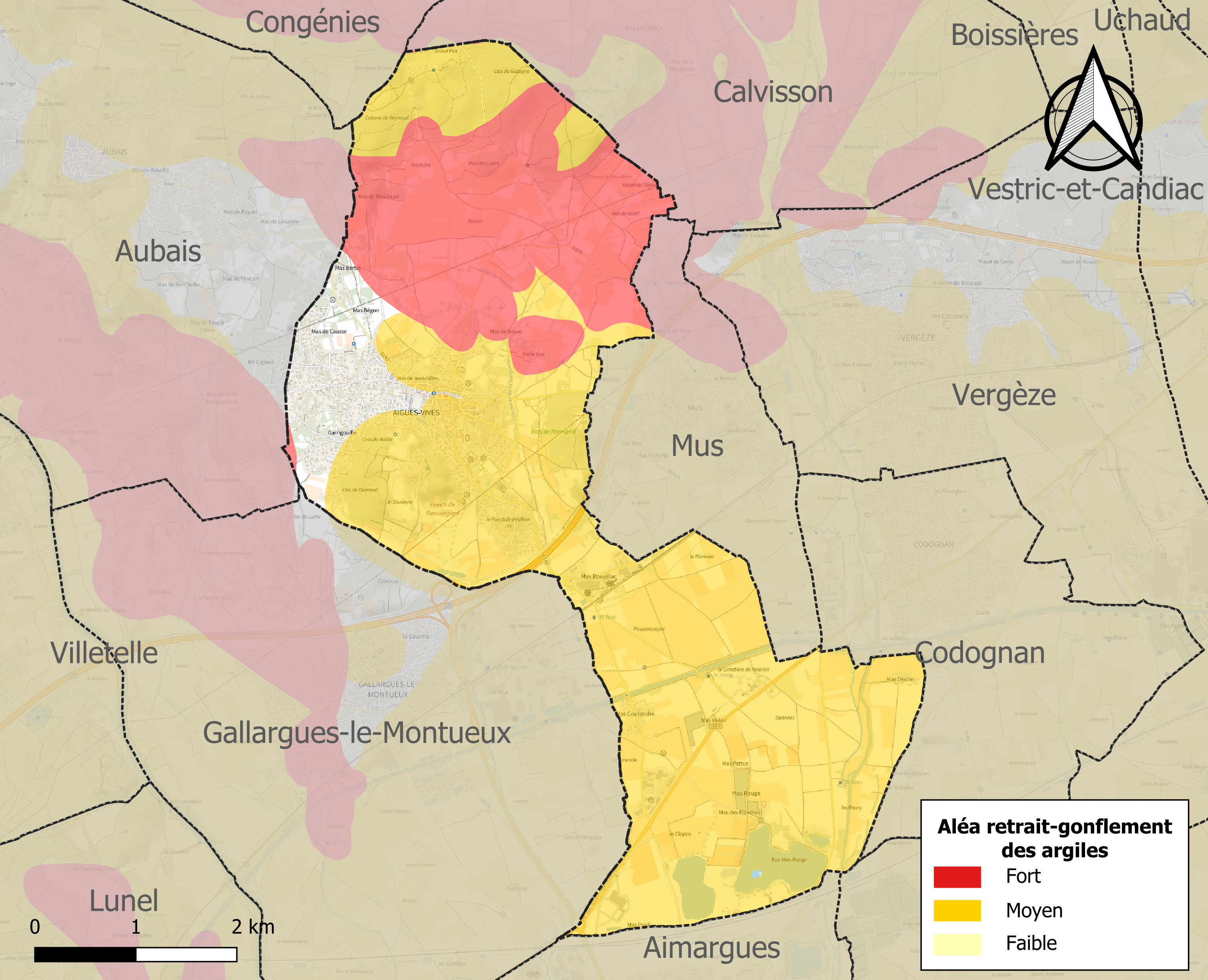
Carte des zones d'aléa retrait-gonflement des sols argileux d'Aigues-Vives.

Le retrait-gonflement des sols argileux est susceptible d'engendrer des dommages importants aux bâtiments en cas d’alternance de périodes de sécheresse et de pluie. 92,7 % de la superficie communale est en aléa moyen ou fort (67,5 % au niveau départemental et 48,5 % au niveau national). Sur les 1 371 bâtiments dénombrés sur la commune en 2019, 854 sont en aléa moyen ou fort, soit 62 %, à comparer aux 90 % au niveau départemental et 54 % au niveau national. Une cartographie de l'exposition du territoire national au retrait gonflement des sols argileux est disponible sur le site du BRGM,.
Par ailleurs, afin de mieux appréhender le risque d’affaissement de terrain, l'inventaire national des cavités souterraines permet de localiser celles situées sur la commune.

#### Risques technologiques
La commune est exposée au risque industriel du fait de la présence sur son territoire d'une entreprise soumise à la directive européenne SEVESO.
Le risque de transport de matières dangereuses sur la commune est lié à sa traversée par des infrastructures routières ou ferroviaires importantes ou la présence d'une canalisation de transport d'hydrocarbures. Un accident se produisant sur de telles infrastructures est en effet susceptible d’avoir des effets graves au bâti ou aux personnes jusqu’à 350 m, selon la nature du matériau transporté. Des dispositions d’urbanisme peuvent être préconisées en conséquence.

## Toponymie
La localité est mentionnée sous le nom de Sanctus-Petrus de Aquaviva en 1099, sous les formes Aqua viva en 1125, Aquae Vivae en 1322.
Provençal Aigo-Vivo, du roman Aygas-vivas, Aigasvivas, du bas latin Aqua viva, Aquæ vivæ, « eau vive ».
Il y a quatre communes qui font référence à ce nom en France; mais aucune ne paraît d'origine romaine. C'est un vocable du haut Moyen Âge.
Ce toponyme rappelle l'existence d'eau et de fontaines au débit assuré dans une commune très proche, Vergèze, avec la Source Perrier de renommée mondiale.

## Histoire

### Moyen Âge
C'est à proximité de la bourgade du nom de Pataran, Pataranum en 1434, qu'Aigues-Vives a été construite. En effet, au VIIe siècle, les Sarrasins font une incursion sur Pataran et la ravagent. La population se réfugie alors sur une colline proche, où se trouve une fontaine d'eaux vives et abondantes. Les réfugiés de Pataran bâtissent leurs nouvelles demeures autour de cette fontaine et la nouvelle agglomération prend le nom d'Aigues-Vives (Ayga-Viva), allusion à la source qui les a décidés à se fixer à cet endroit. Aujourd'hui, on peut voir les ruines de la bourgade abandonnée au Moyen-Âge au pied de la colline d'Aigues-Vives, à côté du cimetière de Pataran  et de la Nationale 113.
Pons de Montlaur, à la veille de son départ en croisade, fait une donation considérable à la Maison du Temple de Saint-Gilles. Le 6 juin 1248, il lui donne ses castra de Générac et d'Aigues-Vives, avec leurs tènements et leurs droits seigneuriaux.

## Politique et administration

### Administration municipale
Le nombre d'habitants au dernier recensement étant compris entre 2 500 et 3 499, le nombre de membres du conseil municipal est de 23.

### Liste des maires
| Période                                  | Période                  | Identité             | Étiquette    | Qualité                                                    |
| ---------------------------------------- | ------------------------ | -------------------- | ------------ | ---------------------------------------------------------- |
| Les données manquantes sont à compléter. |                          |                      |              |                                                            |
| 1888                                     | 1892                     | Talma Daudé          |              |                                                            |
| 1892                                     | 1907                     | Pierre Armand        |              |                                                            |
| 1907                                     | 1912                     | Hippolyte Pattus     |              |                                                            |
| 1912                                     | 1929                     | Albert Fournet       |              |                                                            |
| 1929                                     | 1935                     | Aimé Bonfils         |              |                                                            |
| 1935                                     | ?                        | Paul Pattus          |              |                                                            |
| 1945                                     | 1947                     | Georges Mailhan      |              |                                                            |
| 1947                                     | 1959                     | Paul Pattus          |              |                                                            |
| 1959                                     | 1965                     | Edmond Gaillard      |              |                                                            |
| 1965                                     | 1977                     | Simone Mouyren       | PCF          | Institutrice                                               |
| 1977                                     | 1989                     | Jean-Claude Couderc  | DVD          |                                                            |
| 1989                                     | 1995                     | Simone Mouyren       | PCF          | Institutrice retraitée                                     |
| 1995                                     | 2001                     | Huguette Bouchardeau | DVG (ex-PSU) | Universitaire, éditrice, ancienne députée du Doubs         |
| 2001                                     | En cours (au avril 2014) | Jacky Rey            | DVG          | Contremaitre Vice-président de la CC Rhôny Vistre Vidourle |

## Population et société

### Démographie

#### Évolution démographique
L'évolution du nombre d'habitants est connue à travers les recensements de la population effectués dans la commune depuis 1793. Pour les communes de moins de 10 000 habitants, une enquête de recensement portant sur toute la population est réalisée tous les cinq ans, les populations de référence des années intermédiaires étant quant à elles estimées par interpolation ou extrapolation. Pour la commune, le premier recensement exhaustif entrant dans le cadre du nouveau dispositif a été réalisé en 2005.

En 2022, la commune comptait 3 340 habitants, en évolution de +2,11 % par rapport à 2016 (Gard : +2,97 %, France hors Mayotte : +2,11 %).
| 1793  | 1800  | 1806  | 1821  | 1831  | 1836  | 1841  | 1846  | 1851  |
| ----- | ----- | ----- | ----- | ----- | ----- | ----- | ----- | ----- |
| 1 414 | 1 520 | 1 637 | 1 740 | 1 687 | 1 669 | 1 618 | 1 601 | 1 619 |

| 1856  | 1861  | 1866  | 1872  | 1876  | 1881  | 1886  | 1891  | 1896  |
| ----- | ----- | ----- | ----- | ----- | ----- | ----- | ----- | ----- |
| 1 686 | 1 735 | 1 837 | 1 898 | 1 798 | 1 606 | 1 816 | 1 854 | 1 862 |

| 1901  | 1906  | 1911  | 1921  | 1926  | 1931  | 1936  | 1946  | 1954  |
| ----- | ----- | ----- | ----- | ----- | ----- | ----- | ----- | ----- |
| 1 901 | 1 832 | 1 763 | 1 460 | 1 401 | 1 459 | 1 423 | 1 225 | 1 366 |

| 1962  | 1968  | 1975  | 1982  | 1990  | 1999  | 2005  | 2006  | 2010  |
| ----- | ----- | ----- | ----- | ----- | ----- | ----- | ----- | ----- |
| 1 367 | 1 506 | 1 611 | 1 908 | 2 101 | 2 331 | 2 550 | 2 587 | 2 990 |

| 2015  | 2020  | 2022  | - | - | - | - | - | - |
| ----- | ----- | ----- | - | - | - | - | - | - |
| 3 211 | 3 339 | 3 340 | - | - | - | - | - | - |

#### Pyramide des âges
La population de la commune est relativement jeune.
En 2018, le taux de personnes d'un âge inférieur à 30 ans s'élève à 32,2 %, soit en dessous de la moyenne départementale (32,6 %). À l'inverse, le taux de personnes d'âge supérieur à 60 ans est de 27,0 % la même année, alors qu'il est de 29,6 % au niveau départemental.
En 2018, la commune comptait 1 599 hommes pour 1 739 femmes, soit un taux de 52,1 % de femmes, légèrement supérieur au taux départemental (51,82 %).
Les pyramides des âges de la commune et du département s'établissent comme suit.
| Hommes | Classe d’âge | Femmes |
| ------ | ------------ | ------ |
| 1,0    | 90 ou +      | 2,8    |
| 6,9    | 75-89 ans    | 8,8    |
| 17,3   | 60-74 ans    | 17,1   |
| 20,2   | 45-59 ans    | 20,1   |
| 20,7   | 30-44 ans    | 20,7   |
| 13,4   | 15-29 ans    | 11,8   |
| 20,5   | 0-14 ans     | 18,7   |

| Hommes | Classe d’âge | Femmes |
| ------ | ------------ | ------ |
| 0,9    | 90 ou +      | 2      |
| 8,3    | 75-89 ans    | 10,6   |
| 19,4   | 60-74 ans    | 19,9   |
| 20,4   | 45-59 ans    | 20,3   |
| 16,8   | 30-44 ans    | 17     |
| 16,4   | 15-29 ans    | 14,2   |
| 17,8   | 0-14 ans     | 15,8   |

### Enseignement
Aigues-Vives est située dans l'académie de Montpellier.
En 2014-2015, elle administre une école maternelle regroupant 131 élèves et une école élémentaire regroupant 204 élèves.
Les autres services de la petite enfance (crèche, cantine, accueil de loisirs) sont à proximité et sont gérés par la communauté de communes Rhôny Vistre Vidourle.

### Manifestations culturelles et festivités
Deux festivals majeurs viennent ponctuer l'été : le Festival du film court qui se déroule dans les arènes (en juillet) et le Festival de musique classique organisé par l"association l'AVEM en août.

### Médias
Depuis 2004, les habitants de la commune disposent d'un « journal privé indépendant de la mairie ».

### Cultes
Au Temple : chaque dernier dimanche du mois

## Économie

### Revenus
En 2018  (données Insee publiées en septembre 2021), la commune compte 1 369 ménages fiscaux, regroupant 3 304 personnes. La médiane du revenu disponible par unité de consommation est de 23 280 € (20 020 € dans le département). 54 % des ménages fiscaux sont imposés (43,9 % dans le département).

### Emploi
|                | 2008   | 2013  | 2018  |
| -------------- | ------ | ----- | ----- |
| Commune        | 7,9 %  | 9,4 % | 6,9 % |
| Département    | 10,6 % | 12 %  | 12 %  |
| France entière | 8,3 %  | 10 %  | 10 %  |

En 2018, la population âgée de 15 à 64 ans s'élève à 1 990 personnes, parmi lesquelles on compte 79,5 % d'actifs (72,7 % ayant un emploi et 6,9 % de chômeurs) et 20,5 % d'inactifs,. Depuis 2008, le taux de chômage communal (au sens du recensement) des 15-64 ans est inférieur à celui de la France et du département.
La commune fait partie de la couronne de l'aire d'attraction de Nîmes, du fait qu'au moins 15 % des actifs travaillent dans le pôle,. Elle compte 751 emplois en 2018, contre 784 en 2013 et 764 en 2008. Le nombre d'actifs ayant un emploi résidant dans la commune est de 1 469, soit un indicateur de concentration d'emploi de 51,1 % et un taux d'activité parmi les 15 ans ou plus de 59,9 %.
Sur ces 1 469 actifs de 15 ans ou plus ayant un emploi, 257 travaillent dans la commune, soit 18 % des habitants. Pour se rendre au travail, 88,2 % des habitants utilisent un véhicule personnel ou de fonction à quatre roues, 2,6 % les transports en commun, 5 % s'y rendent en deux-roues, à vélo ou à pied et 4,3 % n'ont pas besoin de transport (travail au domicile).

### Activités hors agriculture

#### Secteurs d'activités
320 établissements sont implantés  à Aigues-Vives au 31 décembre 2019. Le tableau ci-dessous en détaille le nombre par secteur d'activité et compare les ratios avec ceux du département,.
| Secteur d'activité                                                                                        | Commune | Commune | Département |
| Secteur d'activité                                                                                        | Nombre  | %       | %           |
| --- | ------- | ------- | ----------- |
| Ensemble                                                                                                  | 320     | 100 %   | (100 %)     |
| Industrie manufacturière, industries extractives et autres                                                | 33      | 10,3 %  | (7,9 %)     |
| Construction                                                                                              | 57      | 17,8 %  | (15,5 %)    |
| Commerce de gros et de détail, transports, hébergement et restauration                                    | 74      | 23,1 %  | (30 %)      |
| Information et communication                                                                              | 11      | 3,4 %   | (2,2 %)     |
| Activités financières et d'assurance                                                                      | 5       | 1,6 %   | (3 %)       |
| Activités immobilières                                                                                    | 21      | 6,6 %   | (4,1 %)     |
| Activités spécialisées, scientifiques et techniques et activités de services administratifs et de soutien | 66      | 20,6 %  | (14,9 %)    |
| Administration publique, enseignement, santé humaine et action sociale                                    | 30      | 9,4 %   | (13,5 %)    |
| Autres activités de services                                                                              | 23      | 7,2 %   | (8,8 %)     |

Le secteur du commerce de gros et de détail, des transports, de l'hébergement et de la restauration est prépondérant sur la commune puisqu'il représente 23,1 % du nombre total d'établissements de la commune (74 sur les 320 entreprises implantées  à Aigues-Vives), contre 30 % au niveau départemental.

#### Entreprises
Les cinq entreprises ayant leur siège social sur le territoire communal qui génèrent le plus de chiffre d'affaires en 2020 sont : 
- CDR Aigues-Vives, entretien et réparation de véhicules automobiles légers (1 241 k€) ;
- Gas Amenagement, promotion immobilière de logements (726 k€) ;
- SAS Lebodis, conseil pour les affaires et autres conseils de gestion (574 k€) ;
- Vitaeco, ingénierie, études techniques (514 k€) ;
- Acr 34, travaux de maçonnerie générale et gros œuvre de bâtiment (506 k€).

### Revenus de la population et fiscalité
En 2011, le revenu fiscal médian par ménage était de 32 289 €, ce qui plaçait Aigues-Vives au 11 928e rang parmi les 31 886 communes de plus de 49 ménages en métropole.
En 2009, 47,4 % des foyers fiscaux n'étaient pas imposables.

### Agriculture
La commune est dans la « Plaine Viticole », une petite région agricole occupant le  sud-est du département du Gard. En 2020, l'orientation technico-économique de l'agriculture  sur la commune est la viticulture. 
|               | 1988 | 2000 | 2010 | 2020 |
| ------------- | ---- | ---- | ---- | ---- |
| Exploitations | 64   | 40   | 20   | 13   |
| SAU (ha)      | 470  | 540  | 452  | 250  |

Le nombre d'exploitations agricoles en activité et ayant leur siège dans la commune est passé de 64 lors du recensement agricole de 1988  à 40 en 2000 puis à 20 en 2010 et enfin à 13 en 2020, soit une baisse de 80 % en 32 ans. Le même mouvement est observé à l'échelle du département qui a perdu pendant cette période 61 % de ses exploitations,. La surface agricole utilisée sur la commune a également diminué, passant de 470 ha en 1988 à 250 ha en 2020. Parallèlement la surface agricole utilisée moyenne par exploitation a augmenté, passant de 7 à 19 ha.

### Emploi
En 2009, la population âgée de 15 à 64 ans s'élevait à 1 769 personnes, parmi lesquelles on comptait 73,1 % d'actifs dont 65,2 % ayant un emploi et 7,9 % de chômeurs.
On comptait 764 emplois dans la zone d'emploi, contre 712 en 1999. Le nombre d'actifs ayant un emploi résidant dans la zone d'emploi étant de 1 165, l'indicateur de concentration d'emploi est de 65,5 %, ce qui signifie que la zone d'emploi offre seulement deux emplois pour trois habitants actifs.

### Entreprises et commerces
Au 31 décembre 2010, Aigues-Vives comptait 272 établissements : 33 dans l’agriculture-sylviculture-pêche, 22 dans l'industrie, 42 dans la construction, 140 dans le commerce-transports-services divers et 35 étaient relatifs au secteur administratif. À Aigues-Vives se trouve le siège de l'entreprise de chaussures et articles de cuir La Botte Gardiane.
En 2011, 31 entreprises ont été créées à Aigues-Vives, dont 17 par des autoentrepreneurs.

## Culture locale et patrimoine

### Lieux et monuments

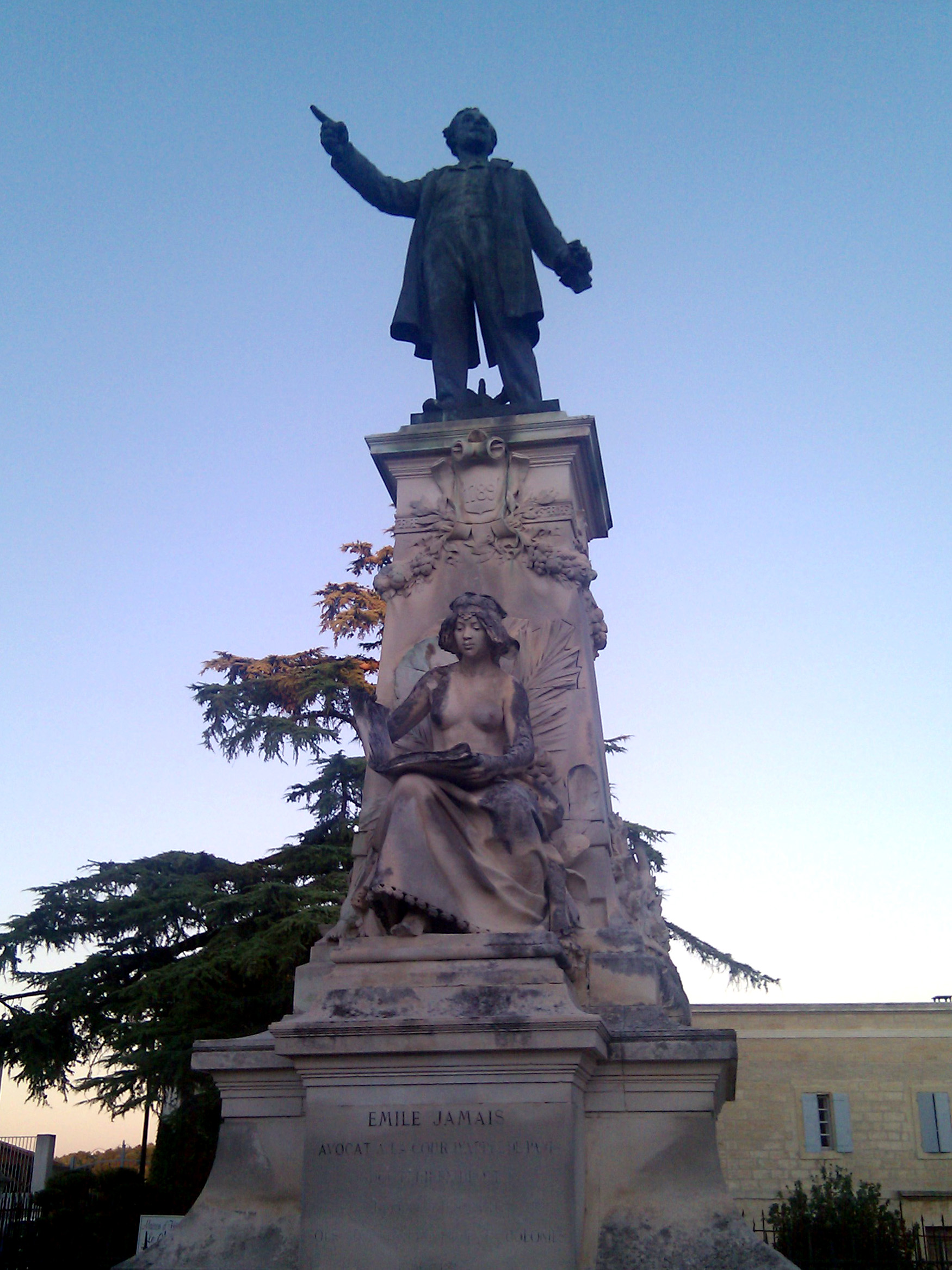
Statue en bronze d'Émile Jamais.

#### Lieux et monuments remarquables
La commune contient un lieu « classé » à l'inventaire des monuments historiques, deux bâtiments et trois monuments répertoriés à l'inventaire général du patrimoine culturel :
- les vestiges archéologiques des Haut-Empire, Bas-Empire, Haut Moyen Âge et Moyen Âge, classés depuis le 18 mai 1973[51]. Cette parcelle est située au lieu-dit « Cimetière de Pataran » ;
- la « tuilerie, briqueterie Jamais, puis Dumas »[52] ;
- la « distillerie de vin et de marc Prades, puis Marius Ecole, puis Finedoc »[53] ;
- le « monument aux morts de la guerre de 1914-1918 »[54] ;
- la « fontaine monumentale » en fonte de fer dit le Griffe[55] ;
- le « monument d'Émile Jamais »[56].

#### Autres lieux et monuments
On peut également citer de nombreuses maisons vigneronnes aux superbes portails, la maison natale de Gaston Doumergue, les tombes de Gaston Doumergue, Jean Bosc, Émile Jamais, des mas remarquables, un temple (ancienne église et sa tour particulièrement penchée) et l'église paroissiale du XIXe siècle dont le clocher en béton date du XXe siècle.

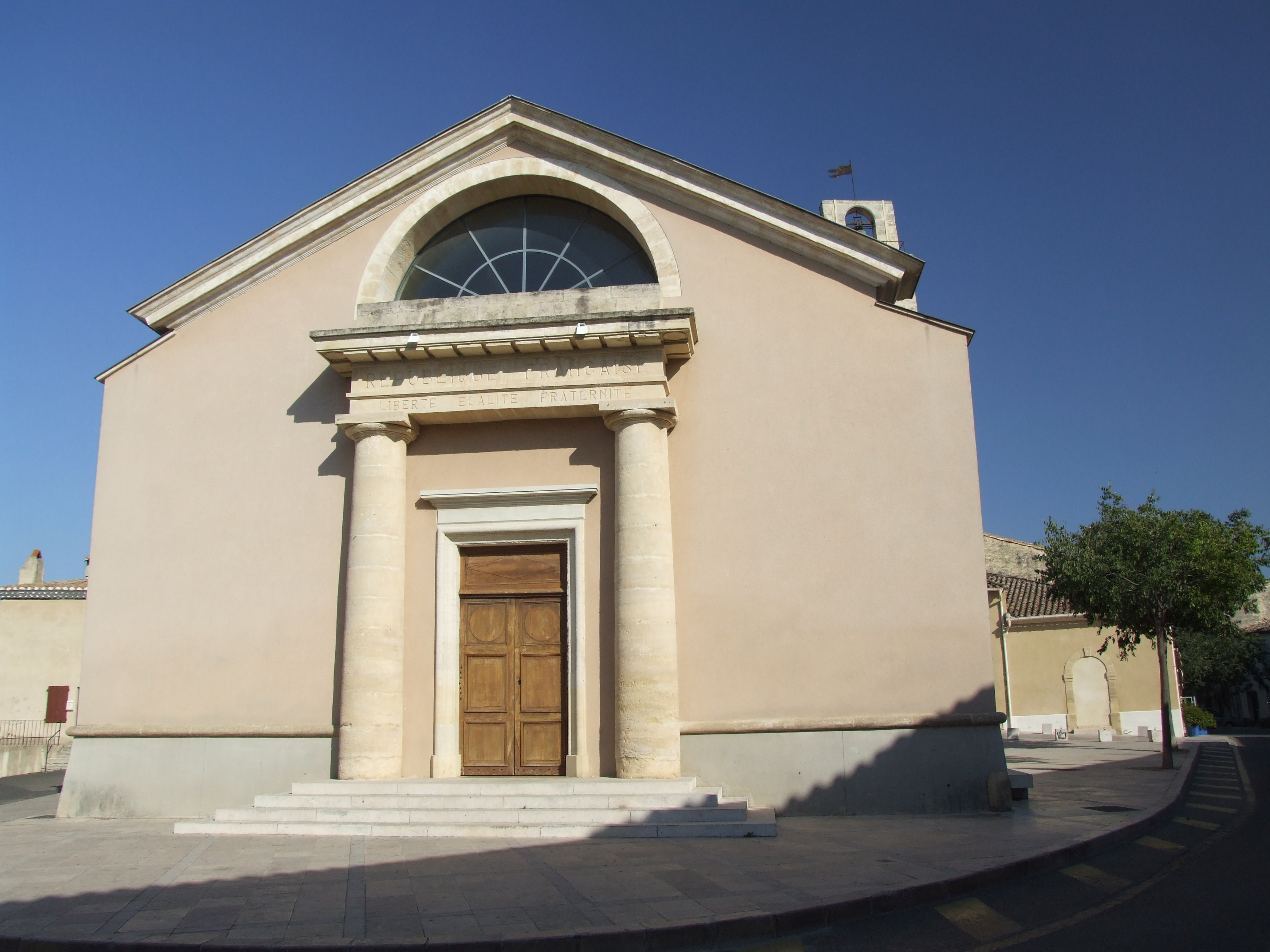
Temple protestant d'Aigues-Vives

#### Édifices religieux
- Église Saint-Pierre d'Aigues-Vives.
- Temple protestant d'Aigues-Vives.

### Appellation d'origine contrôlée
La commune fait partie de la zone de production de l'Olive de Nîmes AOC.

### Personnalités liées à la commune
- Jacques Mirabaud (1784-1864) est à l'origine d'une dynastie de banquiers.
- Émile Jamais (1856-1893), avocat, député, sous secrétaire d'État aux colonies (1892), né et mort à Aigues-Vives. Une brillante carrière politique s'ouvrait devant le jeune tribun lorsque la mort vint l'enlever à l'affection des siens à l'âge de trente-neuf ans. Son pays natal lui fit des obsèques solennelles, plus de 20 000 personnes étaient venues de toutes les localités du Gard et de la région pour lui dire un dernier adieu.
- Gaston Doumergue (1863-1937), président de la République de 1924 à 1931, né et mort à Aigues-Vives. Il a légué sa maison à la commune, elle est classée maison des illustres. Une exposition permanente lui est consacrée dans son ancienne demeure, à côté de la médiathèque. Il est inhumé au cimetière d'Aigues-Vives.
- Sully-André Peyre (1890-1961), poète et homme de lettres provençal, né au Cailar et mort à Aigues-Vives. Il créa la revue et maison d'édition « Marsyas » en 1921 qu'il anima avec le soutien de la poétesse Amy Sylvel (1885-1984), son épouse.Quelques poètes, provençaux en majorité, y publièrent leurs œuvres comme Calendal-Vianès, Fanfartello ou Jòrgi Reboul. Sa maison, baptisée « Mûrevigne », dans le quartier de Garrigouille, devint un foyer de poésie, animé de l'esprit mistralien.
- Robert Calle (1920-2015), cancérologue, célèbre collectionneur d'art contemporain, et ancien directeur de musée, né à Aigues-Vives.
- Jean Bosc (1924-1973), dessinateur humoriste, né à Nîmes. Enfant du pays, sa famille réside dans un mas à Garrigouille. Il s'engage comme volontaire dans la guerre d'Indochine et en revient marqué à vie. C'est Paris Match qui publie ses premiers dessins (8) et se sera le début d'une collaboration d'une vingtaine d'années et de réussite. Il est inhumé au cimetière d'Aigues-Vives.
- Patrick Castro (1948-2013), raseteur, né à Aigues-Vives.

### Héraldique
| Blason de Aigues-Vives (Gard) | Blason  | D'azur à la source d'argent jaillissant d'un amas de rochers au naturel mouvant des flancs et herbés de sinople, et se jetant dans une rivière aussi d'argent mouvant de la pointe, le tout surmonté de l'inscription AQVA VIVA en lettres capitales d'or posées en fasce voutée. |
| Blason de Aigues-Vives (Gard) | Détails | |